# Bukprickig björkbärfis
Bukprickig björkbärfis (Elasmucha fieberi) är en insektsart som beskrevs av Jakovlev 1865. Bukprickig björkbärfis ingår i släktet Elasmucha, och familjen taggbärfisar. Arten är reproducerande i Sverige.

## Bildgalleri

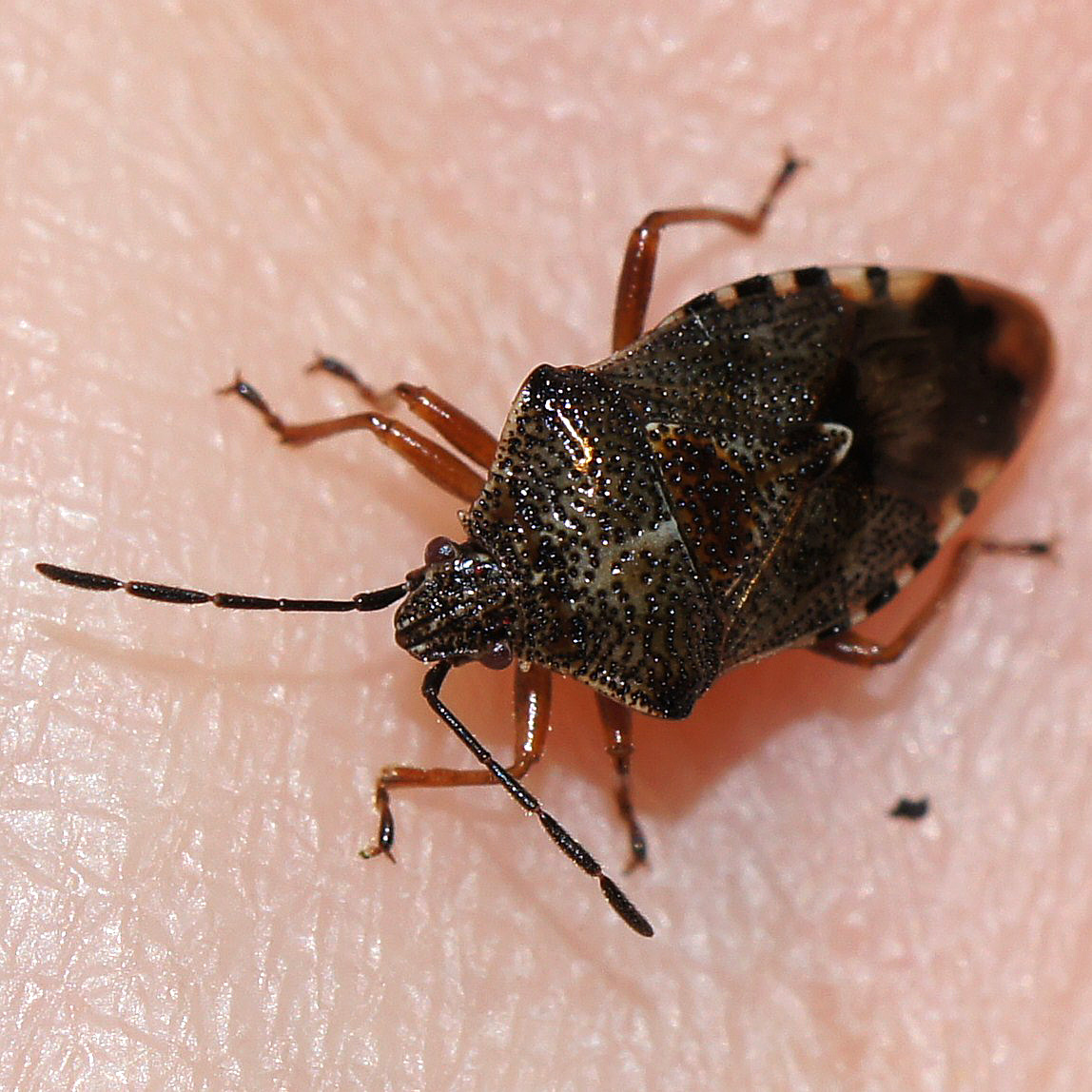